# آتسوکی تانی
آتسوکی تانی (انگلیسی: Atsuki Tani; ۲۲ ژانویهٔ ۱۹۵۹ – ) صداپیشگی در ژاپن، و بازیگر اهل ژاپن بود. وی از سال ۱۹۸۳ میلادی تاکنون مشغول فعالیت بوده‌است.